# Rasmus Windingstad
Rasmus Windingstad est un skieur alpin norvégien, né le 31 octobre 1993. C'est un skieur polyvalent.

## Biographie
Il participe à des courses FIS à partir de 2008.
Il fait ses débuts en Coupe du monde en 2014, année où il est médaillé de bronze aux Championnats du monde junior en slalom géant. Il est sélectionné pour les Championnats du monde 2015.
En mars 2018, il est huitième du slalom géant de Coupe du monde à Kranjska Gora, son premier top dix.
Aux Championnats du monde 2019, il est 13e du combiné. Il accumule plusieurs résultats dans le top vingt durant l'hiver 2018-2019, avant de finir sur le podium à Kranjska Gora, où il est deuxième du slalom géant derrière Henrik Kristoffersen. Il remporte sa première victoire en Coupe du monde le 23 décembre 2019 en battant Stefan Luitz en finale du slalom géant parallèle d'Alta Badia

## Palmarès

### Jeux olympiques d'hiver
| Épreuve / Édition | Géant | Team event                          |
| ----------------- | ----- | ----------------------------------- |
| JO 2022 Pékin     |       | Médaille de bronze, Jeux olympiques |

### Championnats du monde
| Épreuve / Édition | Beaver Creek 2015 | Åre 2019 |
| ----------------- | ----------------- | -------- |
| Slalom géant      | 31e               |          |
| Combiné           |                   | 13e      |

### Coupe du monde
- Meilleur classement général : 36e en 2019.
- 3 podiums dont 1 victoire .
- 1 podium par équipes.

#### Détail des victoires
| Saison / Épreuve | Descente | Super-G | Slalom Géant | City Event | Géant parallèle | Total |
| ---------------- | -------- | ------- | ------------ | ---------- | --------------- | ----- |
| 2019-2020        | -        |         | -            |            | Alta Badia      | 1     |
| Total            |          |         |              |            |                 | 1     |

#### Classements
| Année/Classement | Général | Général | Descente | Descente | Slalom | Slalom | Slalom géant | Slalom géant | Super G | Super G | Combiné | Combiné |
| Année/Classement | Class.  | Points  | Class.   | Points   | Class. | Points | Class.       | Points       | Class.  | Points  | Class.  | Points  |
| ---------------- | ------- | ------- | -------- | -------- | ------ | ------ | ------------ | ------------ | ------- | ------- | ------- | ------- |
| 2016             | 127e    | 16      | -        | -        | -      | -      | 45e          | 16           | -       | -       | -       | -       |
| 2017             | 153e    | 5       | -        | -        | -      | -      | 53e          | 5            | -       | -       | -       | -       |
| 2018             | 98e     | 40      | -        | -        | -      | -      | 35e          | 32           | 44e     | 8       | -       | -       |
| 2019             | 36e     | 234     | -        | -        | -      | -      | 16e          | 158          | 26e     | 40      | 14e     | 36      |

### Championnats du monde junior
- Jasná 2014 :
  -  Médaille de bronze au slalom géant.

### Coupe d'Europe
- 2 victoires (en slalom géant).

En date de février 2019

### Championnats de Norvège
- Champion du super G en 2018.
- Champion du slalom géant en 2018 et 2019.
- Champion du combiné en 2017, 2018 et 2019.